# Esther Allen
Esther Allen (29 de junio de 1962) es escritora, profesora y traductora de literatura en francés y en español al inglés. Está en las facultades de Baruch College (Departamento de Lenguas Modernas y Literatura Comparada) y del Centro de Graduados, CUNY (Programa de Doctorado Hispano y Luso-Brasileño; Programa de Doctorado en Francés). Allen cofundó el Festival de Literatura Internacional de Nueva York PEN World Voices (2004), y trabajó con las Becas de Traducción PEN / Heim desde su inicio en el 2003 hasta el 2010. Allen encabeza el Comité de Desarrollo de la Asociación Norteamericana de Traductores Literarios, es miembro de la junta de Writers Omi, parte del Centro Internacional de Artes Omi, en el Consejo Asesor del programa en español de la Escuela Superior de Periodismo CUNY y forma parte del Comité de Selección para el programa de subvención de traducción de French Voices de los Servicios Culturales Franceses.

## Obras

### Traducciones principales
- Zama, introducción y primera traducción al inglés de la novela en español de 1956 de Antonio di Benedetto. Di Benedetto, Antonio (2016). Zama. Nueva York: New York Review Books. ISBN 9781590177174.[3][4][5]
- José Martí Selected Writings (Penguin Classics), edición y traducción. José Martí Selected Writings (Penguin Classics). Penguin Classics. ISBN 9780142437049.
- La Habana en un espejo, traducción al inglés del manuscrito en español de Alma Guillermoprieto. Dancing with Cuba: A Memoir of the Revolution. Vintage Books. 2005. ISBN 9780375725814. Guillermoprieto escribió en los agradecimientos del libro: Esther Allen "convirtió mi manuscrito en español en un texto en inglés mucho más hermoso y atrevido de lo que yo podría haber escrito".
- En ausencia de Blanca, traducción en inglés de la novela en español de 2001 de Antonio Muñoz Molina. Muñoz Molina, Antonio (2007). In Her Absence. Nueva York: Other Press. ISBN 9781590512531. El crítico Michael Kern Johnson calificó la obra como "una valiente traducción de Esther Allen que captura maravillosamente las sutilezas cambiantes del tono y el estado de ánimo... satírico, e incluso muy divertido... conmovedor y doloroso".[6]
- Borges: Selected Non-Fictions (Penguin), traducción en inglés de obras en español de Jorge Luis Borges. Editado por Eliot Weinberger y traducido junto con Weinberger y Suzanne Jill Levine. Borges: Selected Non-Fictions. Penguin Classics. 2000. ISBN 9780140290110.
- Libro de las Lamentaciones (Classic, 20th Century, Penguin), traducción en inglés de la novela en español de 1962 de Rosario Castellanos. Traducción publicada originalmente en 1996 por Marsilio Publishers. The Book of Lamentations. Penguin Classics. 1998. ISBN 9780141180038.
- Negra espalda del tiempo (Vintage Internacional), traducción en inglés de la novela en español de Javier Marías. Traducción publicada originalmente en 2001. Dark Back of Time. Vintage Books. 2013. ISBN 9780307950741.
- Memorias de la Rosa, traducción en lengua inglesa de memorias en francés de Consuelo de Saint Exupéry, publicada de forma póstuma en Francia en 2000. The Tale of the Rose: The Love Story Behind The Little Prince. Random House. 2003. ISBN 9780812967173.

### Otras obras
- Coeditado con Susan Bernofsky. Allen, Esther (2013). In Translation: Translators on Their Work and What It Means. Columbia University Press. ISBN 9780231159692.
- Coeditado con Sean Cotter y Russell Scott Valentino. The Man Between: Michael Henry Heim y Life in Translation, coedición y colaboración. Homenaje a Michael Henry Heim. The Man Between: Michael Henry Heim and a Life in Translation. Open Letter. 2014. ISBN 9780375725814.
- Editor, To Be Translated or Not To Be, publicado en inglés, catalán y alemán y distribuido en la Feria del Libro de Frankfurt del 2007. Encargado por PEN Club Internacional y el Institut Ramon Llull .

## Premios y becas
- Miembro de la Fundación Guggenheim, 2018.[7]
- Premio Nacional de Traducción 2017[8] de la Asociación Estadounidense de Traductores Literarios por la traducción en inglés de Zama, publicado por New York Review Books .[9][10]
- Biography Fellow, Leon Levy Center for Biography, 2014-2015.[11]
- Premio Feliks Gross Awards,[12] Academia de Artes y Ciencias de la Universidad de la Ciudad de Nueva York, 2012.
- Miembro del Cullman Center for Scholars and Writers en la Biblioteca Pública de Nueva York , 2009-2010.[13]
- Caballero de la Orden de las Artes y las Letras, 2006.
- Beca de traducción, National Endowment for the Arts, 1995 y 2010.